# 늑대와 일곱 마리 아기 염소

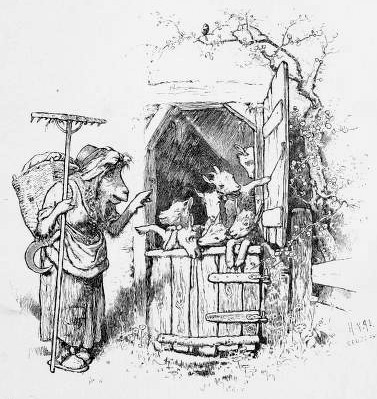
헤르만 보겔의 삽화.

《늑대와 일곱 마리 아기 염소》(독일어: Der Wolf und die sieben jungen Geißlein)는 그림 형제가 수집한 독일 동화의 하나이다.

## 줄거리
어느 마을에 엄마 염소와 7마리의 아기 염소들이 살고 있었다. 어느 날 엄마 염소는 다른 마을로 나가게 되었는데 아기 염소들에게는 "누가 와도 절대로 문을 열어서는 안 돼."라고 주의하면서 집을 나가게 된다.
아기 염소들이 살던 집을 찾은 늑대는 쉰 목소리로 "엄마야"라고 말했는데 아기 염소들은 금방 알아차린다. 늑대는 분필을 뺨에 발랐고 목소리도 바꾸면서 다시 아기 염소들이 살던 집을 찾아가게 된다. 아기 염소들은 늑대가 문틈으로 발을 보여주기를 원했다. 그렇지만 늑대의 발이 검은색을 띠고 있었기 때문에 간파되고 만다.
이에 늑대는 또 밀가루를 발에 발라서 발을 하얗게 만든다. 문틈으로 나온 늑대의 하얀 발을 본 아기 염소들은 기뻐서 문을 열었지만 늑대에게 잡아먹히고 만다. 반면 막내 아기 염소는 간발의 차이로 벽시계 속에 숨었기 때문에 살아남았다.
아기 염소들을 삼킨 늑대는 배가 불러서 잠이 들었다. 집으로 돌아온 엄마 염소는 막내 염소로부터 아기 염소들이 늑대에게 잡아먹혔다는 사실을 알게 된다. 엄마 염소는 잠들어 있던 늑대의 배를 침착하게 가위로 잘라서 아기 염소들을 구했다. 그런 다음에 늑대의 뱃속에 돌을 가득 집어넣고 바늘과 실로 꿰맸다.
눈을 뜬 늑대는 몸이 무거워서 잘 걸을 수 없게 되었다. 목이 마른 늑대는 우물에서 물을 마시려고 했지만 뱃속에 있던 돌들의 무게를 이기지 못하고 우물에 빠져 죽게 된다.

## 같이 보기
- 아기 돼지 삼형제